# トゥラ (タマウリパス州)
トゥラ（Tula）
は、メキシコのタマウリパス州にある自治体。
メキシコ政府観光局(SECTUR)（スペイン語: Secretaría de Turismo (México)）
によりプエブロ・マヒコとして選出された観光地。